# Carpathonesticus puteorum
Carpathonesticus puteorum là một loài nhện trong họ Nesticidae.
Loài này thuộc chi Carpathonesticus. Carpathonesticus puteorum được Wladislaus Kulczynski miêu tả năm 1894.